# Ava Guaraní
Ava guaraní, eller östra Bolivias guaraní,  är ett ursprungsfolk som tidigare kallades chiriguanos eller chiriguano. De har varit kända för sin krigiskhet vilket ansetts bidragit till deras lyckosamma försvar av sitt land vid Andernas fot i sydöstra Bolivia under 400 år från 1500-talet fram till 1900-talet. Först handlade det huvudsakligen om att försvara sig mot det mäktiga Inkariket, därefter det spanska imperiet, och ännu senare Bolivia. Chiriguanos blev slutligen besegrade 1892.
Historiens chiriguanos försvann nästan från allmänmedvetandet efter nederlaget 1892 men på 1970-talet blev de åter en stor kraft att räkna med. Från och med 2000-talet kallar sig chiriguanos ättlingar Guaranis vilket sammanlänkar dem med miljoner talare av olika guaranidialekter och språk i Paraguay, Argentina och Brasilien.
Vid folkräkningen 2001 räknades 81 011 guaraní, varav merparten var chiriguanos över 15 år som bodde i Bolivia. Vid en folkräkning 2010 räknades 18 000 ava guarani i Argentina. Guarani-språket i östra Bolivia talades av 62 000 personer i Bolivia, 15 000 i Argentina och några tusen i Paraguay.

## Historia

### Ursprung
Det gemensamma namnet på östra Bolivias guaraní har sedan 1500-talet varit olika variationer av "Chirihuano", ett ord med quechuaursprung som syftar på medicinmän (curanderos) från den bolivianska provinsen Larecaja, även kallad Collahuayas, Yungeños och Charasanis. Eftersom "chiri" betyder "kallt" i quechua, har ordet chirihuano tolkats som "människor som fryser ihjäl". I slutet av 1600-talet förspanskades termen till chiriguanos. Chiriguanos syftar i regel på guaranitalande folk i östra Bolivia men emellanåt användes termen för alla guaranifolk och även andra icke-guaranitalande folk i östra Anderna och Gran Chaco-regionen.
Chiriguanos kallade sig själva "ava", vilket betyder människor. Guaraní antas av arkeologer ha sitt ursprung i de centrala delarna av Amazonas och rörde sig söderut. Det är oklart när de anlände till de östra delarna av nuvarande Bolivia. De historiska chirguano antas ha varit en syntes av chané och guaraní. Chiroguanos migrerade från Paraguay till Bolivia i början av 1500-talet. Inledningsvis absorberade de chané som därefter assimilerades och förslavades.
Några chiriguanos kan fortfarande ha flyttat till de östra Anderna vid tidpunkten för den spanska erövringen på 1530-talet, sannolikt lockade av rikedomarna hos inka liksom hos spanjorerna och på jakt efter det mytiska landet "Candire", "landet utan ondska ".

### Kultur och geografi
Chiriguanos område ligger mellan foten av de höga Anderna och Altiplano och de flacka slätterna i Gran Chaco. Huvudsakligen ligger höjden här mellan 1000 meter och 2000 meter. Klimatet är subtropiskt och nederbörden under regnperioden är tillräcklig för odling av grödor. Regionen kännetecknas av branta åsar och djupa floddalar som gör tillgänglighet och kommunikation svår. Chriguanos förenades aldrig som ett folk i en enda politisk enhet, utan fungerade istället på bynivå och bildade löst organiserad regionala koalitioner som leddes av en överordnad hövding eller tubicha rubicha ("capitán grande" på spanska).
Chiriguanos hade ett krigsideal och strider utkämpades såväl internt som externt. De sa att de var "män utan mästare" och ansåg sig överlägsen andra folk som de kallade "tapua" (slavar). Spanjorerna beskrev dem i kraftigt nedvärderande ordalag och fokuserade på att chiriguanos var utan religion och styrning, de ägnade sig huvudsakligen åt krig och kannibalism, de var nakna och sexuellt promiskuösa. I spanjorernas ögon legitimerade detta spanjorernas krigföring och att förslava chiriguanos.
Chiriguanos förvärvade hästar och vapen från spanjorerna, men de föredrog att kriga till fots och med pil och båge. Spanjorerna däremot föredrog att kämpa till häst och med skjutvapen, även om sådana oftast var en bristvara. Chiriguanos var ett jordbruksfolk som odlade majs och andra grödor. De bodde ursprungligen i mycket stora långhus i byar, men kom att leva i små utspridda bosättningar av enskilda hus, sannolikt en strategi för att försvåra för sina fiender.
Fram till 1800-talet visade sig chiriguanos kallsinniga till missionärernas försök att omvända dem till kristendomen. En jesuitemission 1767 hade endast 268 chiriguanokonvertiter, jämfört med de tiotusentals jesuiterna hade lyckats omvända längre österut i Paraguay bland andra guaranitalande folk.

### Krig mot inkariket och spanjorerna, 1500–1700
Spanjorerna uppskattade antalet chriguanos mellan 1528 och 1623 till mellan 500 och 4000. Men trots mässlingsepidemier och andra sjukdomar ökade antalet chiriguanos till hela 100 000 i slutet av 1700-talet. En bidragande orsak var sannolikt inkorporeringen av chané.
Större räder mot inka inleddes ca 1520 vilket fick inka att anlägga större försvarsverk. Idag utgör dessa arkeologiska lämningar, exempelvis Oroncota och Samaipata. Spanjorerna å sin sida började erfara problem med chiriguanos runt 1540 eftersom de kontrollerade silvergruvor i och runt Potosí. De ville också upprätta regelbundna förbindelser mellan sina bosättningar i Anderna och Paraguay. Den chiriguanske ledaren Vitapue ledde en grupp chiriguanos som förstörde spanska bosättningar 1564 i östra Bolivia vilket ledde till öppet krig. Den peruanske ”viceroy” Francisco de Toledo ledde en misslyckad invasion 1574 och 10 år senare förklarade spanjorerna ”Krig av eld och blod” (war of fire and blood). Men 1594 erövrade chiriguanos Santa Cruz som då omlokaliserades till dess nuvarande läge. I början av 1600-talet grundade spanjorerna ytterligare två städer vars huvudsyfte då vara att utgöra ett försvar mot chiriguanos, Tomina och Tarija. Men från och med 1620 och 100 år framåt finns inga uppgifter om ytterligare motsättningar vilket har uppfattats som att det var en mer eller mindre fredlig period. Dock finns det uppgifter om mindre räder och strider även under denna period.

### 1700-talet
Jesuiterna hade redan under 1600-talet försökte etablera missionsverksamhet hos chiriguanos men hade ingen framgång. Under första halvan av 1700-talet lyckades de dock etablera missionsstationer i områden nära Tarija liksom franciscaner och dominikaner. Även nybyggare anlade bosättningar och rancher i samma områden. Detta ledde förstås till motsättningar och stridigheter. En av de ledande chiriguanos hette Juan Baatista Aruma. Dock var chiriguanos inte enade, de använde sig av olika strategier och en del grupperingar ville inte delta i stridigheterna. Samtidigt anslöt vissa grupper av toba och mocoví till chiriguanos och flera större sammandrabbningar ägde rum. I samband med dessa brändes byar, missionsstationer och kyrkor och hundratals och människor dog på båda sidor. Spanjorerna fängslade ett stort antal som de tvingade till slavarbete i sina gruvor.

### 1800-tal
Under första halvan av 1800-talet kontrollera chiriguanos ”the upper hand” i Andernas gränsområde. De spanjorer och icke-chiriguanos som bodde eller uppehöll sig i dessa områden fick betala skatt till chiriguanos. Under perioder blev det missväxt och torka vilket ledde till ökade attacker från chiriguanos mot boskapsskötare i närområdena. År 1845 etablerade jesuiterna nya missioner i området. Missionen blev nu också betydligt mer framgångsrik, många chiriguanos vände sig till missionärerna när krig och svält blev en allt större del av deras vardag. Många chiriguanos rekryterades dessutom som soldater. Det blev allt vanligare med regelrätta massakrer mot chiriguanos och när de togs till fånga var det vanligt att det slutade med avrättningar.
Två större försök gjordes av chiriguanos för att freda sitt land. Det första har kommit att kallas Huacayakrigen 1874-1877. Det sista försöket ägde rum 1892. Det leddes av en 28-åring vid namn Chapiaguasu som kallade sig Apiaguaiki Tumpa (Eunuch of god). Han hävdade att han blivit sänd till jorden för att rädda chiriguanos från kristendomen och från franciscanerna. Med en armé på 1300 man attackerade han en mission. Kreolerna genomförde en motattack med hjälp av ett stort antal icke-chiruganer som var beväpnade med pil och båge.

### 1900-2000 tal
Inflytandet från franciscanermissionen minskade under 1900-talet. En chiriguano, Ubaldino Cundeye, och några av hans släktingar, flyttade till La Paz för att arbeta för chiriguanos rättigheter. Framför allt handlade det om att återfå rätten till marken där de tidigare missionerna varit verksamma. Men på 1930-talet inträdde Chacokrigen vilket slutade med att det mesta av denna mark togs från chiriguanos. Istället blev de huvudsakligen landlösa och de förde en migrerande tillvaro, i första hand som arbetskraft vid olika fabriker, rancher mm.
Ett av Che Guevaras syften under sin tid var att få med sig chiriguanos i sin kamp mot Bolivias regering. Det var under detta arbete som han tillfångatogs och avrättades 1967.
Ava guarani, som de kallar sig idag, har fortsatt att kämpa för sina rättigheter och sitt land. De deltar i Assembly of the Guaraní people som bildades 1987 och de är även medlemmar i Confederation of Indigenous peoples of Bolivia.
I en utredning 2009 som utfördes av Inter-American Commission on Human Rights framkom att 600 guaranífamiljer i Bolivia fortfarande lever under förtryck och slavliknande anställningsförhållande.

## Sverige och chiriguanos
Erland Nordenskiöld har under sina expeditioner (Hernmarckska expeditionen, Expeditionen till Bolivia) i början av 1900-talet vid ett flertal tillfällen besökt Gran Chacoområdet och har då varit i kontakt med chiriguanos. Vid dessa tillfällen har han samlat in föremål, gjort arkeologiska utgrävningar, dokumenterat hällristningar och tagit bilder vilka idag finns i Etnografiska museets och Världskulturmuseets samlingar. Chiriguanos har i samband med utgrävningarna berättat för Nordenskiöld att de utgrävda gravarna är från "itapuynemi". 

Hövdingen Mandepora (Mandeponay). Framför honom ett kärl med majsmjöl. Foto: E. Nordenskiöld 1908-1909.
Hydda och förrådslada. Foto: E. Nordenskiöld 1913-1914.
Scen från chiriguanoby. Foto: E. Nordenskiöld 1908-1909.
Interiör av chiriguanohydda, Yumbía, Rio Pilcomayo. Foto: E. Nordenskiöld 1913-1914.